# 케빈 필라
케빈 앤드류 필라(영어: Kevin Andrew Pillar, 1989년 1월 4일 ~ )는 미국 출신의 야구 선수이자 메이저 리그에 소속되어 있는 뉴욕 메츠의 선수이다.

## 경력

### 메이저리그 이전
2011년에 있었던 드래프트에서 32라운드 전체 979위로 토론토 블루제이스에 지명되어 6월 12일에 계약을 맺는다. 같은해 루키리그에서 60경기에 나와 7개의 홈런과 37개의 타점, 8개의 도루, .347의 타율을 기록한다.
2012년에는 싱글A에서 86경기에 출장하여 5홈런, 57타점, 35도루, .322의 타율을 기록하며, 7월에는 싱글A+로 승격되어 42경기에서 1홈런, 34타점, 16도루, .323의 타율을 기록한다.
2013년에는 더블A에서 시작하여 71경기에 나와서 5홈런, 30타점, 15도루, .313의 타율을 기록하며, 6월에는 트리플A로 승격되어 52경기에 나와서 4홈런, 27타점, 8도루, .299의 타율을 기록한다.

### 토론토 블루제이스
2013년 8월 14일에 블루제이스와 메이저리그 계약을 맺었으며, 계약을 맺은날에 보스턴 레드삭스전에 나오며 메이저리그 데뷔를 한다. 데뷔전에서는 좌익수를 맡았으며, 타순은 8번이었고, 4타수 무안타 1삼진을 기록한다. 주전 좌익수였던 멜키 카브레라가 나오지 못하게 되며 그후로는 주전 좌익수로 시즌이 끝날때까지 출장하게 된다. 8월 24일에 있었던 휴스턴 애스트로스전에서는 상대투수인 브래드 피콕을 상대로 좌중간을 넘기는 데뷔 첫홈런을 쳐낸다. 데뷔시즌에는 36경기에 나와서 3홈런, 13타점, .206의 타율을 기록한다.
2014년에는 3월 22일에 트리플A로 내려갔으며, 거기서 시즌을 시작했다. 개막후에는 34경기에 나와서 1홈런, 19타점, 5도루, .305의 타율이라는 좋은 성적을 기록하고 있었으며, 마침 블루제이스의 주전 중견수인 콜비 라스무스가 부상당하며 5월 13일에 메이저리그로 승격되었다. 6월 9일에는 미네소타 트윈스전에서 케이시 피엔을 상대로 끝내기 안타를 쳐낸다. 시즌에서는 53경기에 나와서 .267의 타율과 2홈런, 7타점, 1도루를 기록한다.

#### 2015년
2015년에는 시즌이 시작하기 전부터 주전 중견수로 발탁되었다. 4월 16일에 있었던 탬파베이 레이스전에서 슈퍼캐치를 선보이며 홈팬들에게 기립박수를 받았다. 타격에서도 높은 공헌도를 보였으며, 시즌에서는 159경기에 나와서 .278의 타율과 12홈런, 56타점, 25도루를 기록한다. 그중에서도 도루는 아메리칸 리그 5위에 해당했다. 수비에서 엄청난 공헌도를 보였는데, 중견수로 142경기에 나와서 단 2개의 실책만 기록하며 .995의 수비율을 기록하는등, DRS도 +14를 기록했고, 좌익수로서도 +8이라는 높은 DRS를 기록했다. 이 해에 블루제이스는 조시 도날드슨 등의 홈런을 양산하는 타자가 많았지만, 기동력과 수비력을 살린 필라의 공헌도는 상당히 높았으며, 그 증거로 팀내에서 도날드슨에 이어 5.2라는 높은 WAR를 기록했다. 포스트시즌에서는 텍사스 레인저스와의 디비전 시리즈 4차전에서 포스트시즌 첫홈런을 쳐낸다.

#### 2016년
2016년 5월 15일에 텍사스 레인저스전에서 일어난 벤치클리어링에서 폭력을 휘둘렀다고 하여 벌금을 내게 된다. 이 시즌에서도 주전 중견수로서의 역할을 톡톡히 해냈으며, 146경기에 나와서 .266의 타율과 7홈런, 53타점, 14도루를 기록했다. 수비면에서는 6개의 실책과 .983의 수비율을 기록하며 전년보다는 확실성은 떨어졌지만, +21이라는 높은 수치의 DRS를 기록하며 엄청난 수비력을 과시했다. WAR도 트로이 툴로위츠키 등의 쟁쟁한 선수들을 제치고 팀내 야수 3위에 해당하는 3.2를 기록한다.(1위 - 조시 도날드슨, 2위 - 에드윈 엔카나시온)
포스트시즌에서도 엄청난 활약을 보였는데, 볼티모어 오리올스와의 와일트카드 결정전에서 4회 1사 2루 상황에서 매니 마차도의 우중간을 가르는 장타성 타구를 다이빙 캐치로 잡아냈으며, 5회에는 마이클 샌더스에 이어서 2루타를 쳐내며 팀이 동점을 만드는데 기여했다. 텍사스 레인저스와의 디비전 시리즈에서는 2차전 선발로 나온 상대투수 다르빗슈 유를 상대로 홈런을 쳐내기도 했다.
볼티모어 오리올스와의 와일드카드 결정전에서 수비중이었던 좌익수 김현수에게 관중이 맥주캔을 던진것에 대해서 "우리를 응원해주는 그들의 에너지에 감사를 표하지만, 그런 거친 행동은 하지 말았어야한다. 야구장은 아이들과 가족이 있는 장소이다. 캔을 투척하는 행동은 누구도 환영하지 않는 창피한 일이다"라며 강하게 비난했으며, "선수들이 게임에 집중할 수 있도록 해달라"라며 경기를 관람하는 사람으로서의 자세에 대해서 언급했다.

## 인물
2014년 10월에 아만다 구야쉬라는 여성과 결혼했다.

## 경력
- 필딩 바이블 어워즈 : 2016년

## 연도별 타격 성적
| 연 도     | 소 속     | 경 기 | 타 석 | 타 수 | 득 점 | 안 타 | 2 루 타 | 3 루 타 | 홈 런 | 루 타 | 타 점 | 도 루 | 도 루 자 | 희 생 번 | 희 생 플 | 볼 넷 | 고 4 | 사 구 | 삼 진 | 병 살 타 | 타 율 | 출 루 율 | 장 타 율 | O P S |
| --------- | --------- | ----- | ----- | ----- | ----- | ----- | ------- | ------- | ----- | ----- | ----- | ----- | -------- | -------- | -------- | ----- | ---- | ----- | ----- | -------- | ----- | -------- | -------- | ----- |
| 2013년    | TOR       | 36    | 110   | 102   | 11    | 21    | 4       | 0       | 3     | 34    | 13    | 0     | 1        | 2        | 0        | 4     | 0    | 2     | 29    | 0        | .206  | .250     | .333     | .583  |
| 2014년    | TOR       | 53    | 122   | 116   | 19    | 31    | 9       | 0       | 2     | 46    | 7     | 1     | 2        | 0        | 1        | 4     | 0    | 1     | 28    | 3        | .267  | .295     | .397     | .692  |
| 2015년    | TOR       | 159   | 628   | 586   | 76    | 163   | 31      | 2       | 12    | 234   | 56    | 25    | 4        | 4        | 5        | 28    | 1    | 5     | 85    | 9        | .278  | .314     | .399     | .713  |
| 통산：3년 | 통산：3년 | 248   | 860   | 804   | 106   | 215   | 44      | 2       | 17    | 314   | 76    | 26    | 7        | 6        | 6        | 36    | 1    | 8     | 142   | 12       | .267  | .303     | .391     | .694  |

- 2015시즌 종료 기준.

## 참조
1. ↑  “[AL WC] 스트로맨, 틸먼에 선발 대결 `판정승`”. MK스포츠. 2016년 10월 5일. 2016년 11월 26일에 확인함.
2. ↑  “[ALDS] '4홈런 폭발' 토론토, 텍사스에 2연승”. 스타뉴스. 2016년 10월 8일. 2016년 11월 26일에 확인함.
3. ↑  “TOR 케빈 필라, 캔 투척 사건에 "창피한 일" 공개 비난”. 엠스플뉴스. 2016년 10월 6일. 2016년 11월 27일에 원본 문서에서 보존된 문서. 2016년 11월 26일에 확인함.
4. ↑  Lott, John (2015년 7월 9일). “Toronto Blue Jays’ Kevin Pillar, in his breakout season, embracing life as a team player on and off the field”. 《news.nationalpost.com》. 2016년 1월 29일에 확인함.